# (948) Jucunda
(948) Jucunda est un astéroïde de la ceinture principale découvert le 3 mars 1921 par l'astronome allemand Karl Reinmuth.
Sa désignation provisoire était 1921 JE.